# سیارک ۲۰۲۵
سیارک ۲۰۲۵ (به انگلیسی: 2025 Nortia، نامگذاری:1953LG) دو هزار و بیست و پنجمین سیارک کشف شده‌است که در ۶ ژوئن ۱۹۵۳ کشف شد.
قدر مطلق سیارک برابر ۱۰٫۵۰ است.